# Nevada
Il Nevada (in inglese: , /nəˈvædə/) è uno Stato federato situato negli Stati Uniti d'America occidentali (sigla = NV). Viene collocato tradizionalmente nella regione del sudovest e talvolta in quella delle Montagne Rocciose degli Stati Uniti d'America. Lo Stato è il 7° più ampio, il 35° più popoloso, e il 9° meno densamente popolato dei 50 stati degli Stati Uniti d'America. Quasi tre quarti delle persone del Nevada vivono nella Contea di Clark, che contiene l'area metropolitana di Las Vegas-Paradise in cui si trovano le tre più grandi città dello Stato fuse insieme. La capitale del Nevada è Carson City. Lo Stato è ufficialmente conosciuto come The Silver State ("Lo Stato d'argento") e il motto è All for our Country ("Tutto per il nostro Paese").
Il Nevada è in gran parte desertico e semiarido, trovandosi quasi interamente all'interno del Gran Bacino. Le aree a sud di esso si trovano all'interno del deserto del Mojave, mentre il Lago Tahoe e la Sierra Nevada si trovano sul confine occidentale. Circa l'86% del territorio dello Stato è gestito da varie giurisdizioni del governo federale degli Stati Uniti, sia civili che militari.
Gli abitanti di questo Stato si chiamano "nevadani" (Nevadans). Prima del contatto con gli europei, il territorio che oggi comprende lo Stato era abitato dai nativi americani delle tribù dei Paiute, Shoshone, e Washoe. Lo Stato faceva parte del Vicereame della Nuova Spagna, diventato in seguito Messico nel 1821 (anno dell'indipendenza messicana). Gli Stati Uniti ottennero il territorio nel 1848 dopo la vittoria nella guerra messico-statunitense e l'area fu poi incorporata come parte del Territorio dello Utah nel 1850. La scoperta del filone d'argento di Comstock nel 1859 portò ad un boom demografico che determinò la creazione del Territorio del Nevada, separato dalla parte occidentale del Territorio dello Utah nel 1861. Il 31 ottobre 1864 il Nevada divenne il 36º Stato dell'unione.
Il Nevada è noto per le sue leggi libertarie. Con una popolazione di poco più di 40.000 persone, il Nevada era di gran lunga lo Stato meno popolato nel 1900. Tuttavia, la legalizzazione del gioco d'azzardo ed i veloci procedimenti di matrimonio e divorzio nel XX secolo trasformarono il Nevada in un'importante destinazione turistica. Lo Stato è l'unico in cui la prostituzione è legale in 12 contee, escluse quelle di Clark e di Washoe, comprendenti rispettivamente Las Vegas e Reno, nonché a Carson City. L'industria del turismo rimane la più grande fonte di occupazione e guadagno del Nevada, con il settore minerario che continua ad essere un settore particolarmente rilevante nell'economia locale, facendo del Nevada il quarto più grande produttore di oro al mondo.

## Storia

### Prima del 1861
Francisco Garcés fu il primo europeo a vedere l'area, determinando quindi l'annessione del Nevada come parte dell'impero spagnolo nel territorio nord-occidentale della Nuova Spagna. Amministrativamente, la zona del Nevada faceva parte della Comanderia Generale delle Province Interne nel Vicereame della Nuova Spagna. Il Nevada diventò parte della provincia dell'Alta California nel 1804, quando la California spagnola si divise. Con la Guerra d'indipendenza del Messico vinta nel 1821, la provincia dell'Alta California divenne un territorio del Messico e non uno Stato a causa della piccola popolazione. Jedediah Smith entrò nella valle di Las Vegas nel 1827, e Peter Skene Ogden viaggiò lungo il fiume Humboldt nel 1828. A seguito della guerra messico-statunitense e il Trattato di Guadalupe Hidalgo, il Messico perse definitivamente l'Alta California nel 1848. Le nuove aree acquisite dagli Stati Uniti continuarono ad essere amministrate come territori. Come parte della Cessione messicana (1848) e la successiva Corsa all'oro californiana che usò l'Emigrant Trail che passava attraverso il Nevada, l'area dello Stato fu parte prima del Territorio dello Utah, poi divenne Territorio del Nevada (2 marzo 1861, dal nome della Sierra Nevada).

### Separazione dal Territorio dello Utah

Il territorio del Nevada nel 1861

Il 2 marzo 1861, il Territorio del Nevada si separò dal Territorio dello Utah e adottò il suo nome attuale, abbreviazione derivata da Sierra Nevada (spagnolo per "catena montuosa innevata").
Il Nevada contava meno di 40.000 abitanti quando assunse lo status di Stato, molto meno rispetto alla popolazione iniziale di qualsiasi altro Stato (anche se ciò non rappresentava un ostacolo giuridico alla statualità).

### Formazione dello stato (1864)
Otto giorni prima delle elezioni presidenziali del 1864, il Nevada divenne il 37º stato a far parte dell'Unione. La statualità si è avuta il 31 ottobre per favorire la rielezione di Abramo Lincoln l'8 novembre e garantire il predominio repubblicano post-guerra civile nel Congresso, grazie all'economia del nuovo Stato basata sull'attività mineraria e per questo più vicina agli Stati industrializzati. Tuttavia, si vide in seguito che Lincoln ed i repubblicani vinsero le elezioni facilmente, potendo anche fare a meno di rendere il Nevada uno Stato dell'Unione.
Il Nevada è uno dei soli due Stati che espansero significativamente i loro confini dopo l'ammissione all'Unione (l'altro è il Missouri, che acquisì un ulteriore territorio nel 1837 grazie all'acquisto del Platte).
Nel 1866 una striscia larga 53 miglia (85,3 km) del territorio dello Utah fu annessa al Nevada, determinando lo spostamento verso est di quello che ancora oggi è il confine tra i due.
Lo Stato ha raggiunto i suoi attuali confini meridionali il 18 gennaio 1867, quando assorbì parte della Pah-Ute County nel territorio dell'Arizona a ovest del fiume Colorado, in sostanza, tutta l'area del Nevada attuale a sud del 37º parallelo. Il trasferimento avvenne in seguito alla scoperta dell'oro nella zona e si pensò che il Nevada sarebbe stato meglio in grado di gestire l'atteso boom della popolazione. Questa zona comprende la maggior parte di quello che ora è la Contea di Clark.
L'attività mineraria del Nevada fu la più rilevante per l'economia dello Stato per molti anni. Il settore minerario portò all'industria della speculazione e a immense ricchezze. Tuttavia, sia le attività minerarie che la popolazione diminuirono nel tardo XIX secolo. Ma il ricco ritrovamento di argento di Tonopah nel 1900, seguito da scoperte a Goldfield e Rhyolite, favorirono una nuova crescita della popolazione dello Stato.

#### Avvento del gioco d'azzardo

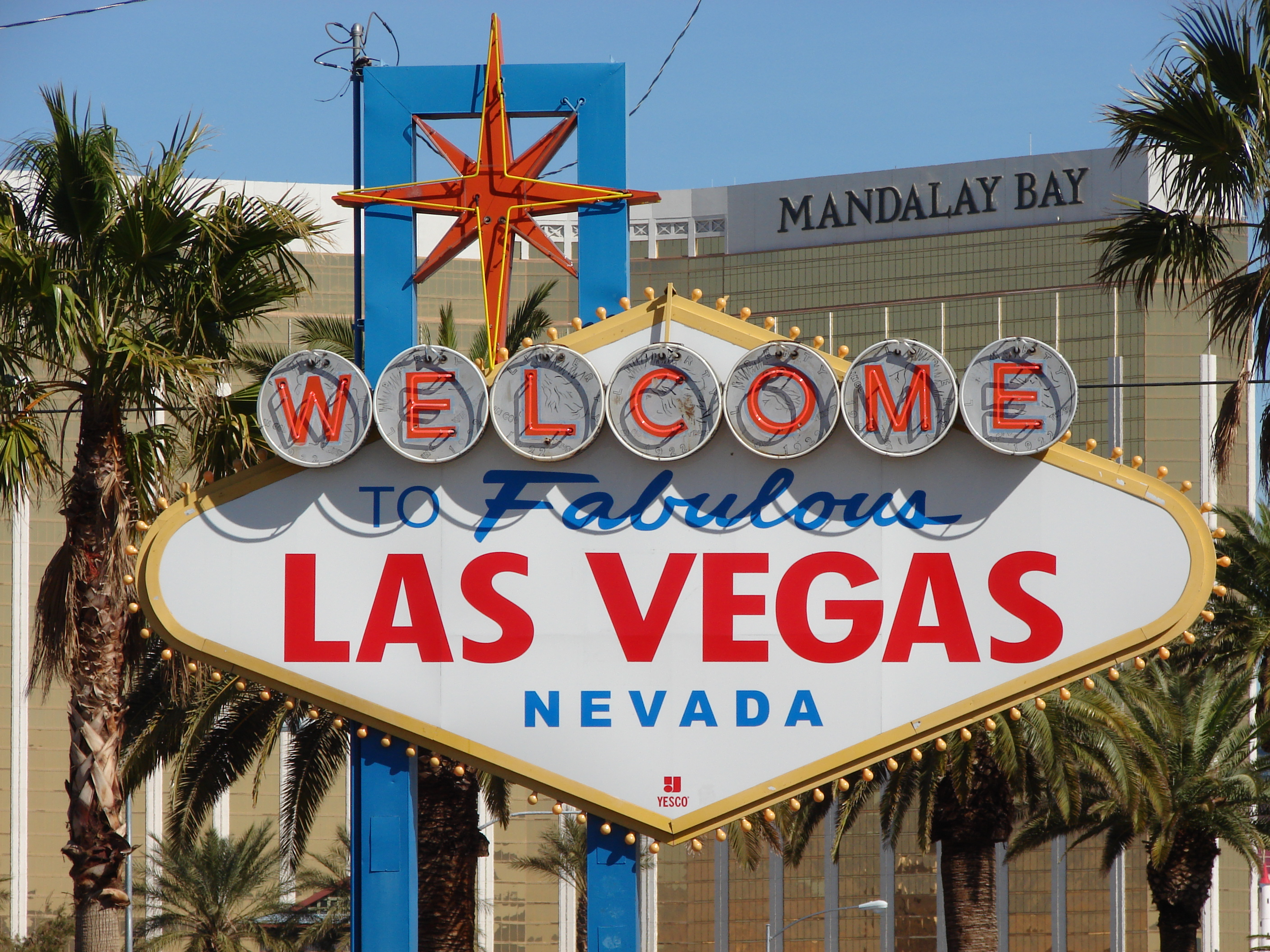
Il gioco d'azzardo fu legalizzato in modo da far riprendere lo Stato dalla Grande Depressione e favorendo la costruzione di Las Vegas

Il gioco d'azzardo non regolamentato era comune nelle prime città minerarie del Nevada, ma fu messo fuori legge nel 1909 come parte di una crociata contro il gioco d'azzardo a livello nazionale. A causa della possibile diminuzione della produzione mineraria e del declino del settore agricolo durante la Grande depressione, il Nevada legalizzò nuovamente il gioco d'azzardo il 19 marzo 1931, con l'approvazione da parte della legislatura. Il governatore Fred B. Balzar firmò le leggi sul divorzio e sul gioco d'azzardo legalizzato più liberali degli Stati Uniti. Le riforme furono approvate appena otto giorni dopo che il governo federale aveva presentato il contratto di costruzione di 49 milioni di dollari dell'epoca per Boulder Dam (ora Hoover Dam).

#### Test nucleari
Il Nevada Test Site, 65 miglia (105 km) a nord-ovest della città di Las Vegas, fu fondato l'11 gennaio 1951, per la sperimentazione di armi nucleari. Il sito si compone di circa 3500 km² (1500 miglia quadrate) di deserto e terreno montagnoso. I test nucleari al Nevada Test Site iniziarono con la bomba di 1 kilotone di TNT (4,2 TJ) sganciata sul Frenchmen Basin il 27 gennaio 1951. L'ultimo test atmosferico fu condotto il 17 luglio 1962 ed i test sotterranei di armi continuarono fino al 23 settembre 1992. L'area è nota per avere la più alta concentrazione di armi nucleari fatte esplodere negli Stati Uniti.
Oltre l'80% della superficie dello Stato è di proprietà del governo federale. La ragione principale è che ai proprietari non furono concessi terreni dalle dimensioni sufficienti per essere praticabili nelle condizioni aride che prevalgono in tutto il deserto del Nevada.

## Geografia fisica

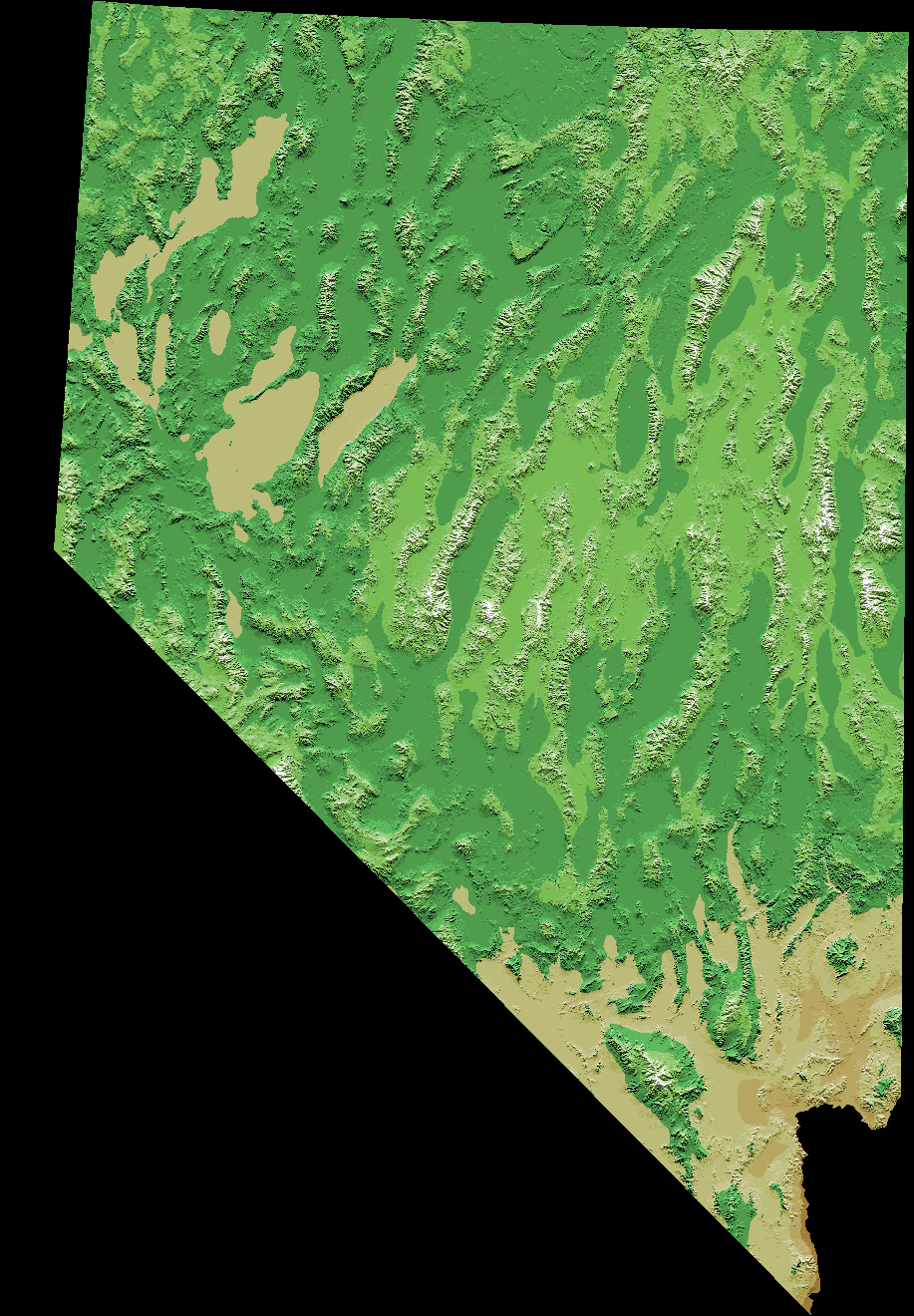
Una mappa topografica del Nevada

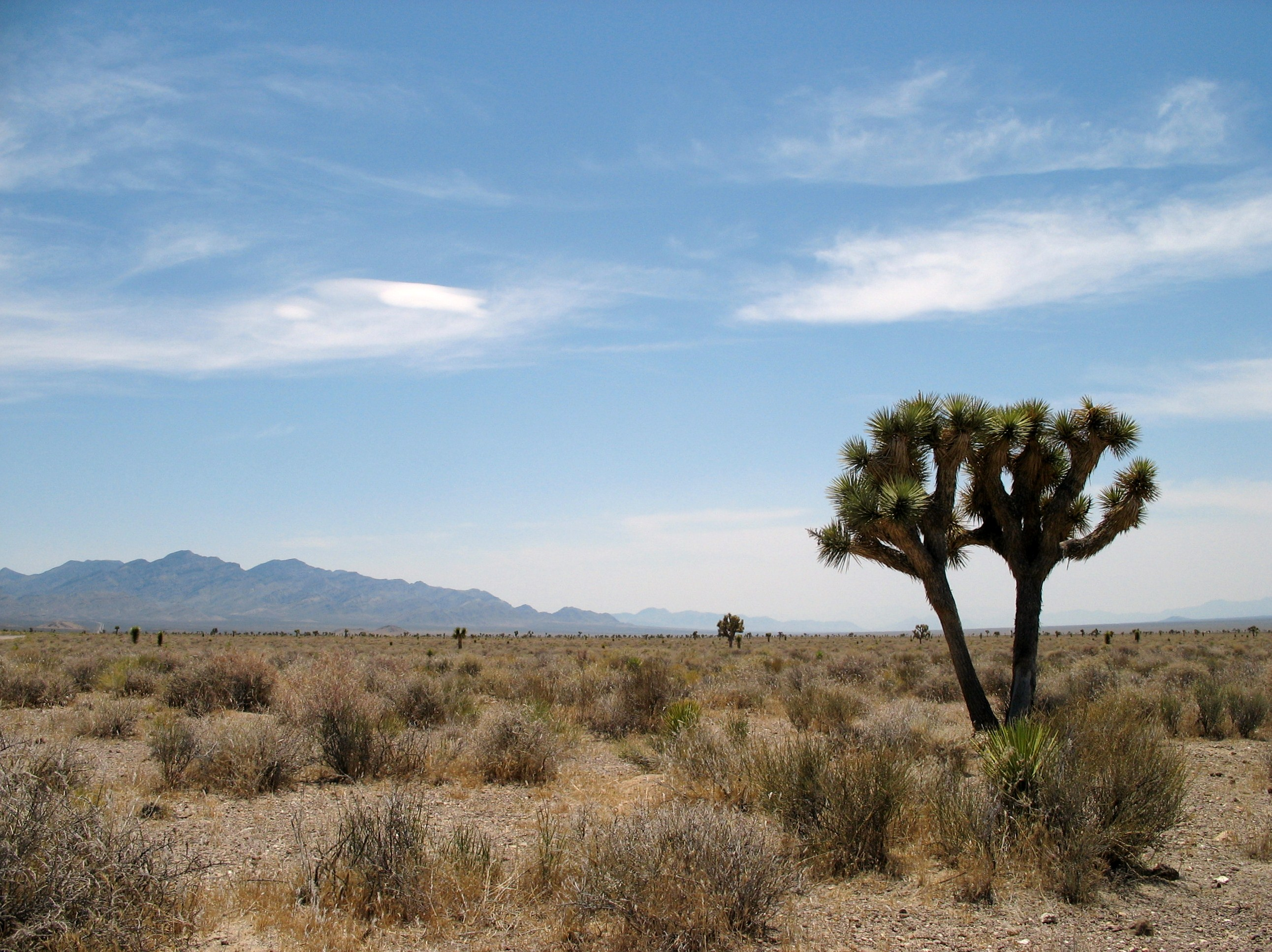
Scenario del Gran Bacino nei pressi di Rachel

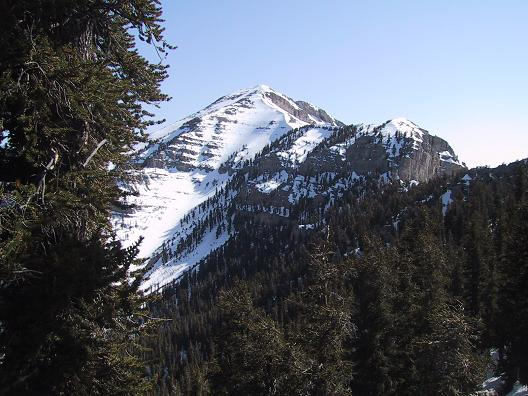
Il Monte Charleston

Il Nevada è quasi interamente all'interno del Great Basin, ed è frammentato da numerose catene montuose nord-sud. La maggior parte di questi intervalli montuosi hanno valli endoreiche tra di loro, che smentiscono l'immagine di una piatta distesa di terra suggeritaci dal termine Gran Bacino.
Gran parte del nord dello Stato è all'interno del Gran Bacino, un deserto mite che sperimenta temperature calde nelle stagioni estive e fredde in inverno. Di tanto in tanto, l'umidità del Monsone messicano porta temporali estivi mentre le Tempeste del Pacifico possono ricoprire la zona con la neve. La temperatura massima registrata nello Stato è stata di 52 °C (125 °F) a Laughlin, a un'altitudine di 184 m o 605 ft, il 29 giugno 1994. La temperatura più fredda mai registrata è stata -47 °C (-52 °F) a San Jacinto nel 1972, nella parte nord-orientale dello Stato.
Il fiume Humboldt attraversa il Nevada da est a ovest nella sua parte settentrionale, terminando il suo corso nell'Humboldt Sink vicino a Lovelock. Diversi fiumi nascono dalla Sierra Nevada ad est, tra cui il fiume Walker, il Truckee e il Carson. Nella parte meridionale dello stato nasce invece il fiume Amargosa, che scorre in modo intermittente in superficie e che alimenta l'acquifero della Valle della Morte.
Le catene montuose, alcune delle quali hanno picchi attorno ai 4000 m (13000 ft), ospitano alte e lussureggianti foreste sopra pianure desertiche, creando isole di cielo per le specie endemiche. Le valli sono spesso situate a non meno di 900 m (3000 ft) di altitudine. La cima più alta dello Stato è il Boundary Peak con i suoi 4.005 metri.
La parte meridionale dello Stato, dove si trova la zona di Las Vegas, è all'interno del deserto del Mojave. L'area riceve meno pioggia in inverno, ma è più vicina al Monsone messicano in estate. Il terreno è situato più in basso rispetto al resti dello Stato, per lo più al di sotto dei 1200 m (4000 ft), creando le condizioni per le calde giornate estive e per le notti invernali fredde (dovute alla temperatura di inversione).
Il Nevada e la California condividono il più lungo confine diagonale (rispetto alle direzioni cardinali), lungo poco più di 640 km (400 miglia). Questa linea inizia a Lake Tahoe quasi a 6,4 km (4 miglia) al largo, in direzione del confine, e continua fino al fiume Colorado, dove i confini del Nevada, California e Arizona convergono, 19 km (12 miglia) a sud-ovest del ponte Laughlin.
La più grande catena montuosa nella parte meridionale dello Stato è quella delle Spring Mountains, appena ad ovest di Las Vegas. Il punto più basso dello Stato è lungo il fiume Colorado, a sud di Laughlin.

### Clima
Il Nevada è lo Stato più secco degli Stati Uniti. Si compone per lo più di deserto e regioni climatiche semiaride, in cui le temperature estive diurne a volte possono salire fino a più di 52 °C (125 °F) e le temperature invernali notturne possono raggiungere temperature come -46 °C (-50 °F). Mentre gli inverni nel nord del Nevada sono lunghi e abbastanza freddi, la stagione invernale nella parte meridionale dello Stato tende ad essere di breve durata e mite. La maggior parte del Nevada comunque riceve scarse precipitazioni durante tutto l'anno, con il lato sottovento della Sierra Nevada (versanti orientali e nord-orientali) che è il più piovoso. La piovosità media annua è di circa 180 mm (7 pollici), ma le parti più umide arrivano ad avere fino a 1000 mm (40 pollici) di pioggia.

## Origini del nome
‘Nevada’ è un aggettivo che in spagnolo significa innevato, coperto di neve. Il nome deriva dalla catena montuosa della Sierra Nevada nell'ovest dello Stato.

## Politica
La capitale del Nevada è Carson City e l'attuale governatore è dal 2023 Joe Lombardo (Repubblicano). Il vice-Governatore è Stavros Anthony. I due senatori dello Stato sono Catherine Cortez Masto e Jacky Rosen. L'ex senatore del Nevada, Harry Reid, era portavoce dei Democratici a Washington e fu il primo parlamentare del Nevada a ricoprire la carica di "speaker" ufficiale del Senato, posizione di estremo rilievo, in seguito alla vittoria del partito nelle elezioni di mid-term di fine 2006.
A causa dell'incredibile espansione di Las Vegas negli ultimi anni, si è assistito a una progressiva divisione tra la politica del Nevada del Nord e del Nevada del Sud. Il nord ha conservato a lungo il controllo delle posizioni chiave nel governo dello Stato, anche se l'area di Las Vegas è più grande di diverse volte rispetto alla Contea di Washoe. Ciò ha causato un risentimento in entrambe le parti, in quanto il nord vede il sud come un potenziale gruppo di "prepotenti" che si basano sulla regola della maggioranza, mentre il sud considera il nord come la "vecchia guardia" che cerca di governare come in un'oligarchia. Queste dispute interne sono spesso sconosciute ai forestieri.
In Nevada è in vigore la pena di morte; dal 1976 ad agosto 2004 si sono registrate 11 esecuzioni, mentre i detenuti nel braccio della morte sono 87.
Il Nevada è l'unico Stato degli Stati Uniti nel quale la prostituzione è legale e regolamentata.

### Contee
Il Nevada è diviso in giurisdizioni politiche designate come contee. Carson City (come la maggior parte delle capitali di Stato) forma una contea a sé stante. Come nel 1919 ci sono 17 contee nello Stato, che vanno da 380 a 47.030 km² (da 146 a 18.159 miglia quadrate).
La Contea di Lake, una delle nove contee originali formatesi nel 1861, fu rinominata Roop County nel 1862, con una parte che fu poi staccata e andò a formare la Contea di Lassen in California nel 1864. La parte che è rimasta in Nevada fu annessa nel 1883 alla Contea di Washoe.
Nel 1970 la Contea di Ormsby si dissolse e fu istituito il Comune Unico di Carson City al suo posto, comprendente i confini della vecchia contea.
La Contea di Bullfrog fu costituita nel 1987 come parte della Contea di Nye. Dopo la sua creazione, però, fu dichiarata incostituzionale e abolita nel 1989.
La Contea di Humboldt fu designata come contea nel 1856 dalla Legislatura Statale dello Utah e di nuovo nel 1861 dalla nuova legislatura del Nevada.
La Contea di Clark è la contea più popolosa del Nevada, dove vivono quasi i tre quarti degli abitanti dello Stato. Las Vegas, la città più popolosa della contea e dello Stato, è il suo capoluogo sin dalla sua creazione. La Contea di Clark attira numerosi turisti. Si stima che 40 milioni di persone abbiano visitato la contea nel 2009.
La Contea di Washoe è la seconda contea più popolosa del Nevada, il cui capoluogo è Reno, comprendendo di conseguenza l'area metropolitana di Reno-Sparks.

## Economia

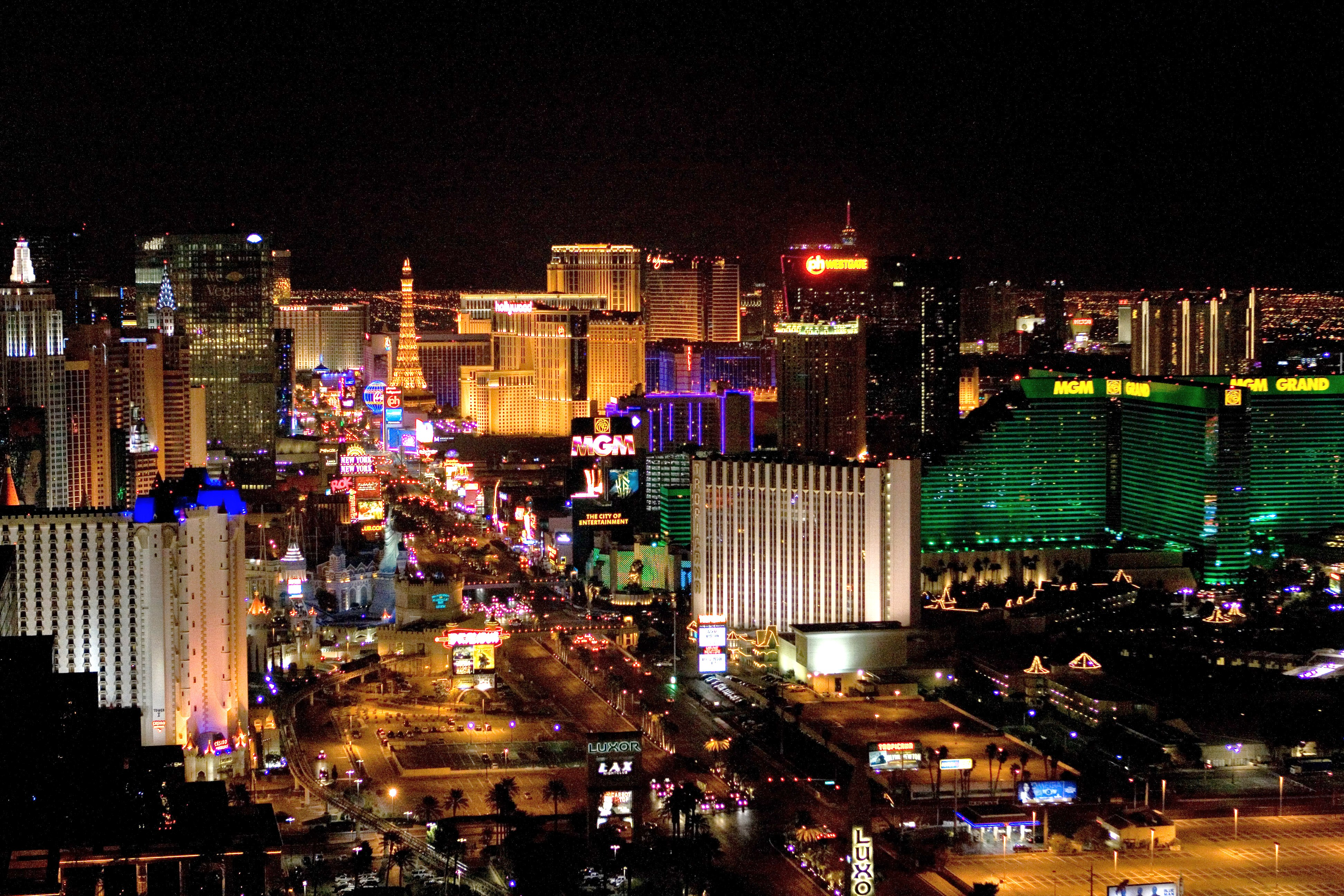
La Strip di Las Vegas

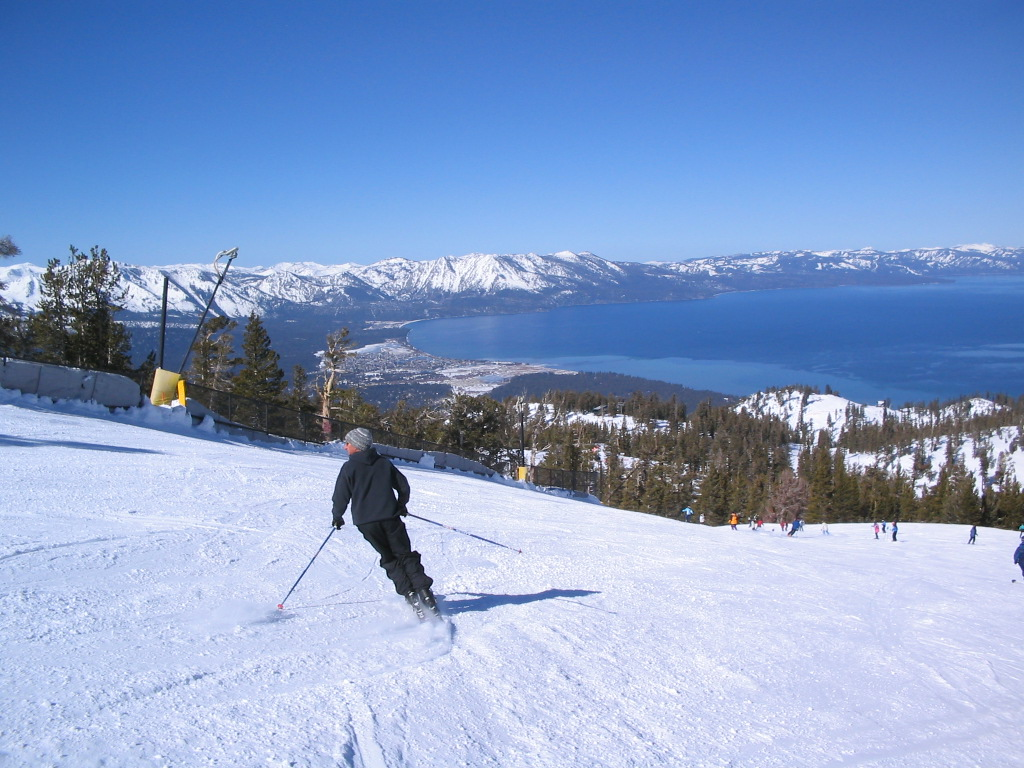
Vista del Lake Tahoe al confine tra California e Nevada

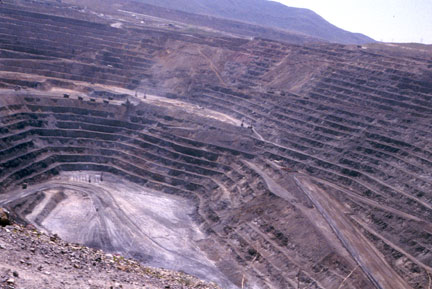
La miniera Goldstrike

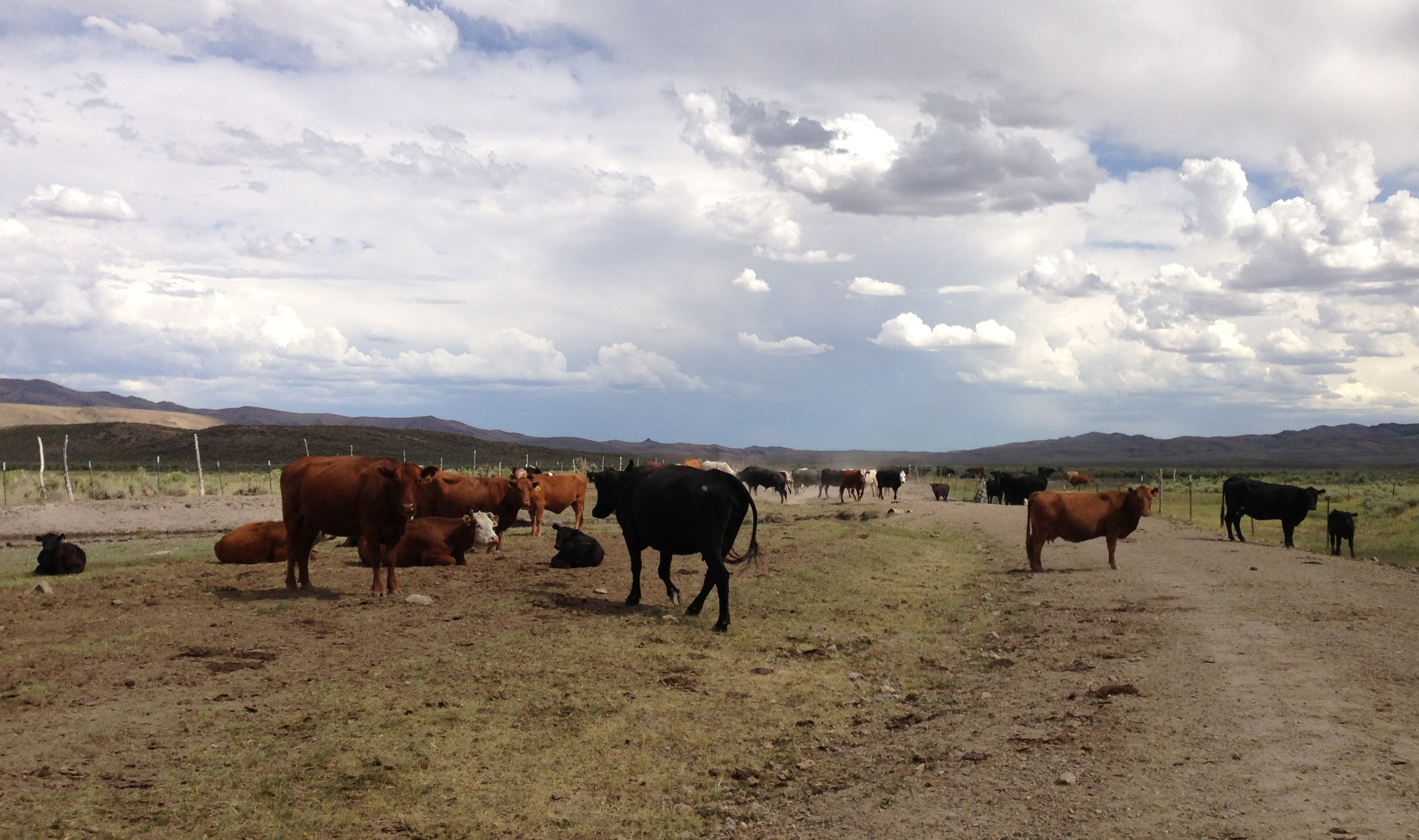
Mandria di bovini nella Elko County

L'economia del Nevada è legata al turismo (connesso soprattutto al divertimento e al gioco d'azzardo), l'estrazione mineraria, e l'allevamento del bestiame. Attività del settore secondario sono la produzione di macchinari, la trasformazione dei prodotti alimentari e le apparecchiature elettriche. A livello del terziario sono importanti il turismo, la stampa e l'editoria, i casinò. Il Bureau of Economic Analysis stima che il prodotto interno lordo totale dello Stato del Nevada nel 2010 sia stato di 126 miliardi di dollari. Il reddito statale pro capite personale nel 2018 è stato di $ 43.820, classificandosi 35º negli Stati Uniti. Il debito statale del Nevada nel 2012 è stato calcolato in $ 7,5 miliardi, o $ 3.100 per contribuente. A dicembre 2014 il tasso di disoccupazione dello Stato è stimato al 13,4%.

### Intrattenimento e turismo
L'economia del Nevada è stata a lungo legata all'industria del vizio. Aree turistiche come Las Vegas, Reno, il Lago Tahoe e Laughlin attirano visitatori da tutto il Paese e oltre. Nell'anno fiscale 2008, i 266 casinò con entrate da gioco di più di $ 1 milione l'anno, hanno fatturato $ 12 miliardi di entrate dal gioco e 13 miliardi di fatturato non-gaming.
Lo Stato ha di gran lunga il maggior numero di camere d'albergo pro capite negli Stati Uniti. Secondo l'American Hotel and Lodging Association, sono disponibili 187.301 camere in 584 alberghi (di 15 o più camere). Lo Stato è classificato appena al di sotto della California, Texas, Florida e New York per numero totale di camere, ma bisogno tener conto della maggiore popolazione degli Stati sopracitati. Il Nevada ha una camera d'albergo ogni 14 abitanti, molto al di sopra della media nazionale di una camera d'albergo per 67 residenti.
La prostituzione è legale in alcune parti del Nevada in bordelli autorizzati, ma solo le contee con popolazione inferiore a 400.000 abitanti possono legalizzarla. Anche se la prostituzione impiega circa 300 donne come contraenti indipendenti e non è una parte importante dell'economia del Nevada, è comunque un'attività molto visibile. Delle 14 contee che hanno il permesso di legalizzare la prostituzione dalla legge statale, 8 hanno scelto di legalizzare i bordelli. La legge dello Stato proibisce la prostituzione nella Contea di Clark (che contiene Las Vegas) e Washoe County (che contiene Reno). Tuttavia, la prostituzione è legale nella Storey County, che fa parte dell'area metropolitana di Reno-Sparks.

### Attività minerarie
Nelle porzioni dello Stato al di fuori delle aree metropolitane di Las Vegas e Reno l'attività mineraria svolge un importante ruolo economico. In base al valore, l'oro è di gran lunga il più importante minerale estratto. Nel 2004, 190 milioni g (6,8 milioni di once) di oro del valore di $ 2,84 miliardi sono stati estratti in Nevada, e lo Stato ha rappresentato l'8,7 % della produzione mondiale di oro. L'argento è secondo, con 290 milioni g (10,3 milioni di once) estratti, del valore di $ 69 milioni. Altri minerali estratti in Nevada sono aggregati da costruzione, rame, gesso, farina fossile e litio. Nonostante i suoi ricchi giacimenti, il costo delle miniere in Nevada è generalmente alto, e l'utile è molto sensibile alle oscillazioni dei prezzi mondiali delle materie prime.

### Allevamento di bestiame
L'allevamento del bestiame è una delle principali attività economiche del Nevada rurale. I prodotti dell'agricoltura del Nevada sono bovini, fieno, erba medica, prodotti caseari, cipolle e patate. Al 1º gennaio 2006, ci sono circa 500.000 capi di bestiame e 70.000 pecore in Nevada. La maggior parte di questi animali si alimentano direttamente sui pascoli in estate, con foraggiamento supplementare in inverno. In autunno i vitelli sono generalmente spediti dagli allevamenti fuori dallo Stato per essere fatti ingrassare per il mercato. Oltre il 90% dei 484.000 acri (196.000 ha) di terreni agricoli del Nevada viene usato per far crescere il fieno, erba medica soprattutto, per l'alimentazione del bestiame.

## Società

### Evoluzione demografica
Lo United States Census Bureau stima che la popolazione del Nevada era di 3 034 392 nel 2018, con un incremento del 3,3% dal censimento del 2010.
Secondo la stima del 2012, il Nevada aveva una popolazione stimata di 2 758 931 con un incremento di 38 903, o 1,4%, rispetto all'anno precedente e un aumento di 58 379, pari al 2,2%, rispetto all'anno 2010. Questo include un incremento naturale dal momento che l'ultimo censimento di 81 661 persone (vale a dire 170 451 nascite meno 88 790 morti) e un incremento dovuto al saldo migratorio di 337 043 persone nello Stato. L'immigrazione da fuori degli Stati Uniti ha determinato un incremento netto di 66 098 persone, e la migrazione all'interno del paese ha prodotto un incremento netto di 270 945 persone. Secondo la stima del censimento del 2006, il Nevada è l'ottavo Stato con la più rapida crescita della nazione.
Il centro della popolazione del Nevada si trova nel sud della Contea di Nye. In questa regione, la città senza personalità giuridica di Pahrump, situata a 60 miglia (97 km) a ovest di Las Vegas sulla linea dello Stato della California, è cresciuta molto rapidamente dal 1980 al 2010. Al censimento del 2010, la città aveva 36 441 abitanti. Las Vegas era la città con più rapida crescita e dell'area metropolitana degli Stati Uniti dal 1960 al 2000, ed è cresciuta dalle 100 persone del 1900 alle 10 000 del 1950 fino alle 100 000 del 1970.
Dal 1940 circa fino al 2003, il Nevada fu lo Stato con la più rapida crescita percentuale negli Stati Uniti. Tra il 1990 e il 2000, la popolazione del Nevada è aumentata del 66%, mentre la popolazione degli Stati Uniti è aumentata del 13%. Oltre due terzi della popolazione dello Stato vive nella Contea di Clark nell'area metropolitana di Las Vegas.
Henderson e North Las Vegas sono tra le prime 20 città con la più rapida crescita tra le città degli USA con oltre 100 000 abitanti.
La comunità rurale di Mesquite si trova a 65 miglia (105 km) a nord est di Las Vegas. È stata un esempio di crescita micropolitana negli anni 1990 e 2000. Anche altre città del deserto come Indian Springs e Searchlight alla periferia di Las Vegas hanno vissuto una certa crescita.
Un gran numero di nuovi residenti nello Stato proviene dalla California, il che ha portato alcuni locali a dire che il loro Stato è stato "Californicated" o "Californizzato".

### Città

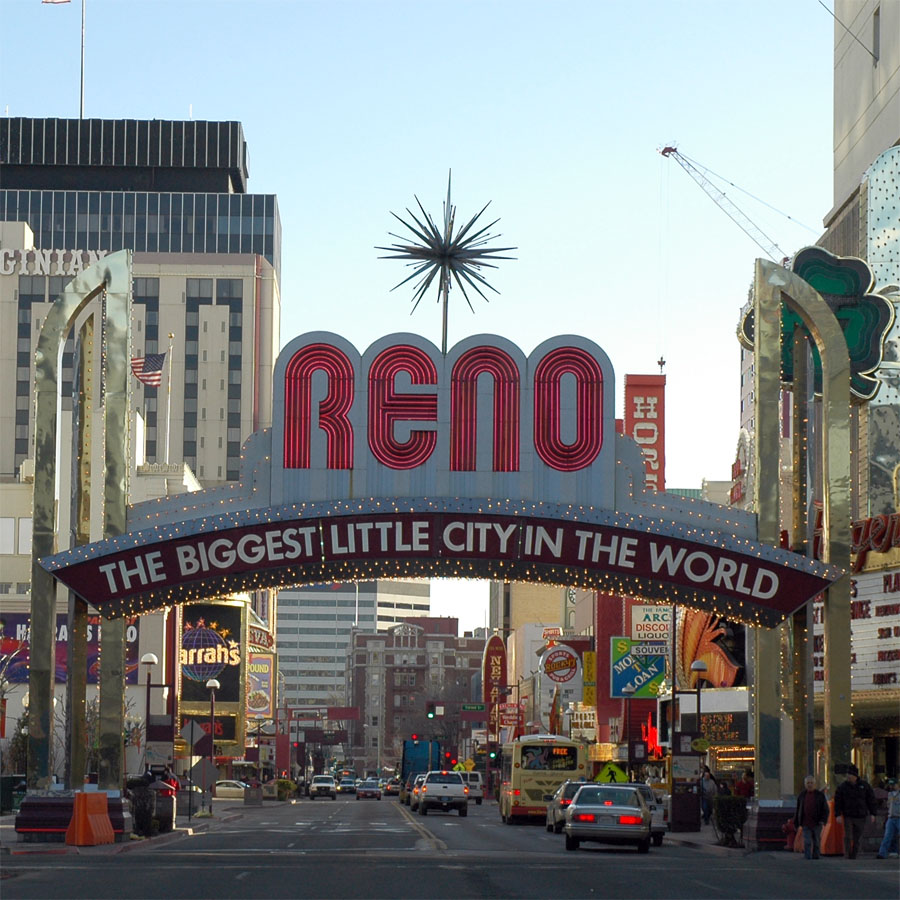
Reno

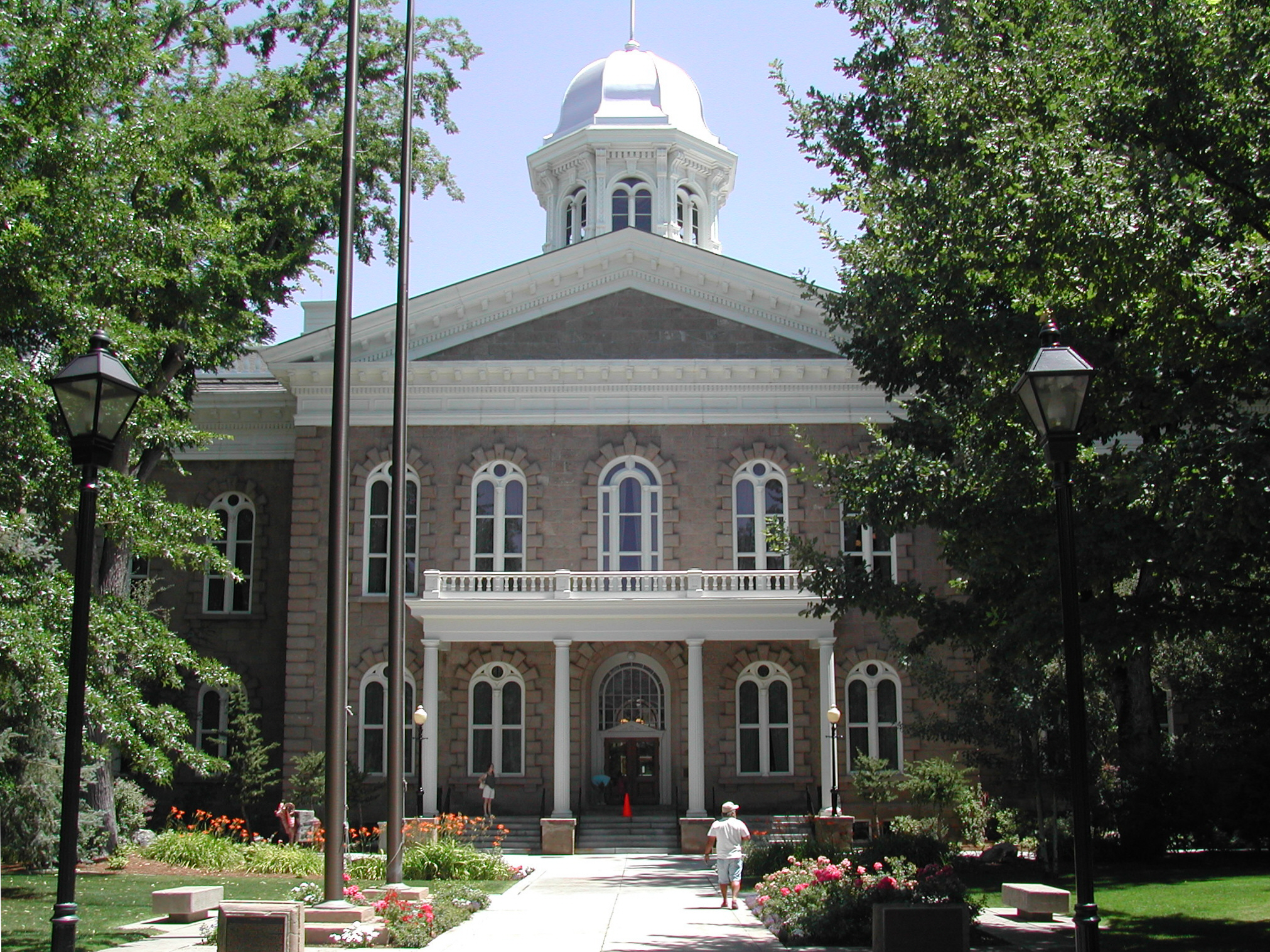
Carson City

La città più popolosa è Las Vegas, la cui area metropolitana, in costante aumento, assomma a circa 2 milioni di abitanti, vale a dire i 4/5 dell'intera popolazione dello Stato. Di seguito si elencano le prime 10 località per numero di abitanti, da una stima del 1º luglio 2018; si noti che le sole città di Reno, Sparks e la capitale Carson City non appartengono all'area metropolitana di Las Vegas.
1. Las Vegas, 665.640
2. Henderson, 343.382
3. North Las Vegas, 292.623
4. Reno, 278.226
5. Enterprise, 244.958
6. Spring Valley, 227.067
7. Sunrise Manor, 199.817
8. Paradise, 184.161
9. Sparks, 110.081
10. Carson City, 57.819

### Religione
La presenza in chiesa in Nevada è tra le più basse di tutti gli Stati Uniti. In un sondaggio di Gallup del 2009, solo il 30% dei nevadani (abitanti del Nevada) partecipavano alla celebrazione religiosa settimanalmente, o quasi ogni settimana, rispetto al 42% di tutti gli americani (solo quattro stati sono stati trovati ad avere un tasso di partecipazione inferiore a quello del Nevada).
Le principali confessioni religiose del popolo del Nevada sono:
- Cristiani: 64%
  - Cattolici: 27%
  - Protestanti: 26%
  - Mormoni: 11%
- Altro: 5%
  - Musulmani: 2%
  - Ebrei: 1%
  - Altre religioni: 2%
- Non affiliati: 20%

Le più grandi affiliazioni di fedeli per numero di aderenti nel 2010, erano la Chiesa cattolica con 451 070; la Chiesa di Gesù Cristo dei Santi degli Ultimi Giorni, con 175 149; e la Convenzione Battista del Sud, con 45 535; Congregazioni buddiste 14 727; e l'Islam 1 700.

## Cultura

### College e università
- Sierra Nevada College
- University and Community College System of Nevada
  - Università del Nevada a Las Vegas
  - Università del Nevada a Reno
  - Nevada State College at Henderson
  - Community College of Southern Nevada
  - Great Basin College
  - Truckee Meadows Community College
  - Western Nevada Community College

## Sport
In Nevada hanno sede 2 franchigie delle principali leghe professionistiche statunitensi:
- Las Vegas Raiders, che competono nella AFC West della NFL - football americano.

Giocano le loro partite casalinghe nell'Allegiant Stadium situato a Paradise (Nevada)
- Vegas Golden Knights (NHL) - hockey su ghiaccio